# HIMARS
Das HIMARS (Akronym für englisch High Mobility Artillery Rocket System) ist ein leichtes Mehrfachraketenwerfer-Artilleriesystem auf Lastwagenfahrgestell des Herstellers Lockheed Martin. Die Typenbezeichnung des US-amerikanischen Militärs lautet M142.

## Entwicklung
Ziel der Entwicklung war, ein preiswerteres und leichteres Äquivalent des M270-MLRS zu schaffen, das mit dem Transportflugzeug Lockheed C-130 Hercules transportiert werden kann. Ein Radfahrgestell ist leichter und billiger zu betreiben als das Kettenfahrgestell, auf dem das M270-System basiert. Schon 1991 entstand ein erster Prototyp auf einem Radfahrgestell.
Die eigentliche Entwicklung begann 1996 im Rahmen der Rapid Force Projection Initiative (RFPI). Der endgültige Prototyp mit der Bezeichnung XM142 wurde 1999 vorgestellt. Die Erprobung wurde im Jahr 2002 abgeschlossen. Die Feuerleitanlage, Elektronik, Kommunikationssysteme und die Raketen sind die gleichen wie bei dem M270 MLRS; auch der Ausbildungsprozess der Besatzung ist derselbe. Lockheed Martin erhielt 2003 den ersten Auftrag zur Lieferung von 89 Systemen für die US-Armee und vier für das US Marine Corps. Im Jahr 2005 wurden die ersten HIMARS in den Irak verlegt.
Über den möglichen Transport mit der Lockheed C-130 Hercules hinaus ist in einer Boeing C-17 Globemaster III sogar der Transport von zwei HIMARS gleichzeitig möglich.

HIMARS (M142) – Entwicklung
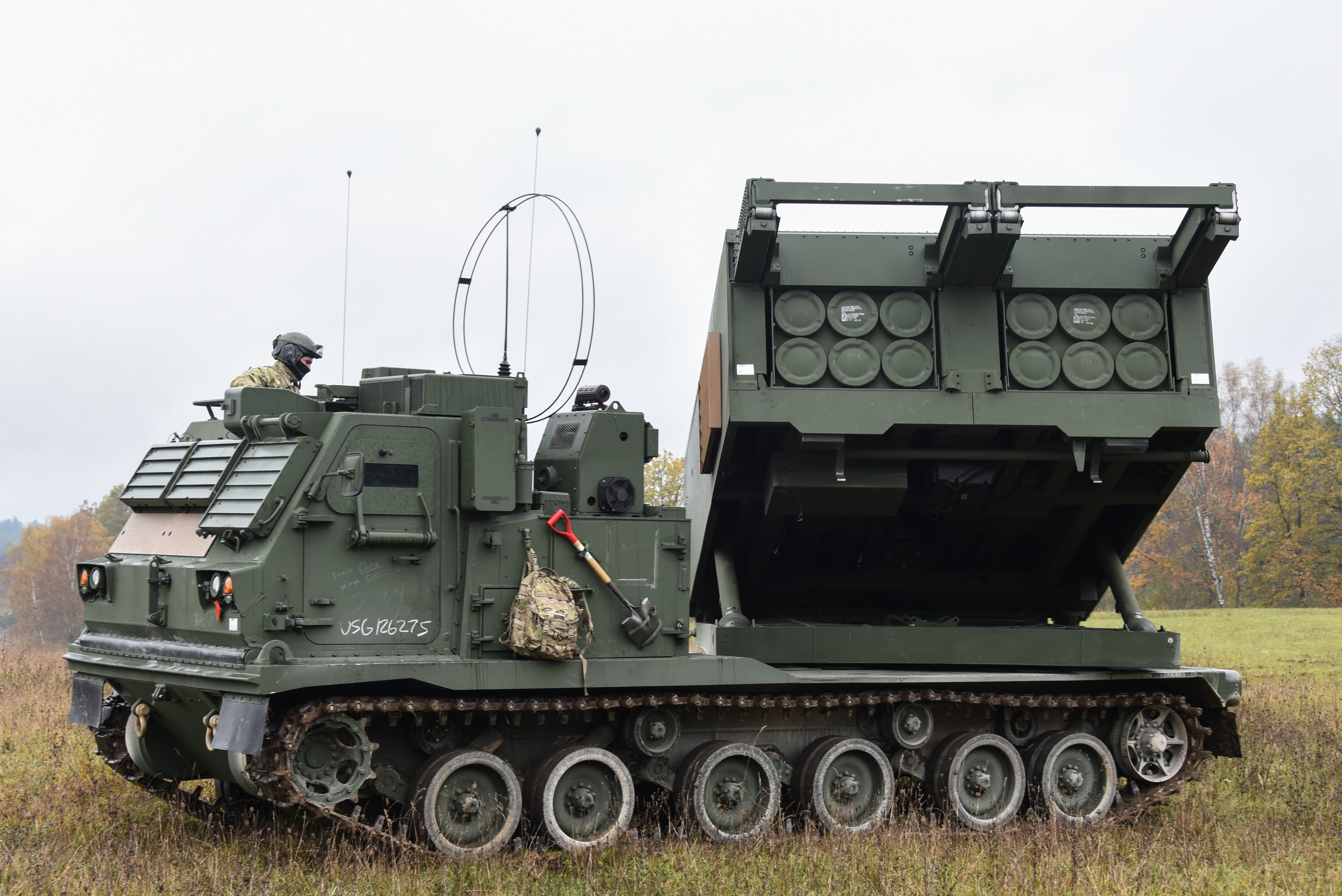
Vorgängermodell MLRS M-270 mit Kettenfahrwerk
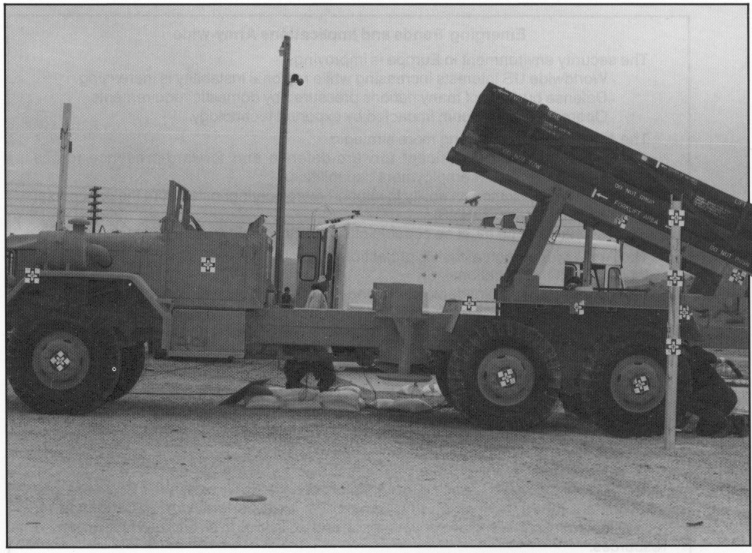
Prototyp auf der Basis eines „Honest John missile launcher[s]“ bei vorläufigen Tests für das HIMARS-Programm (1991)
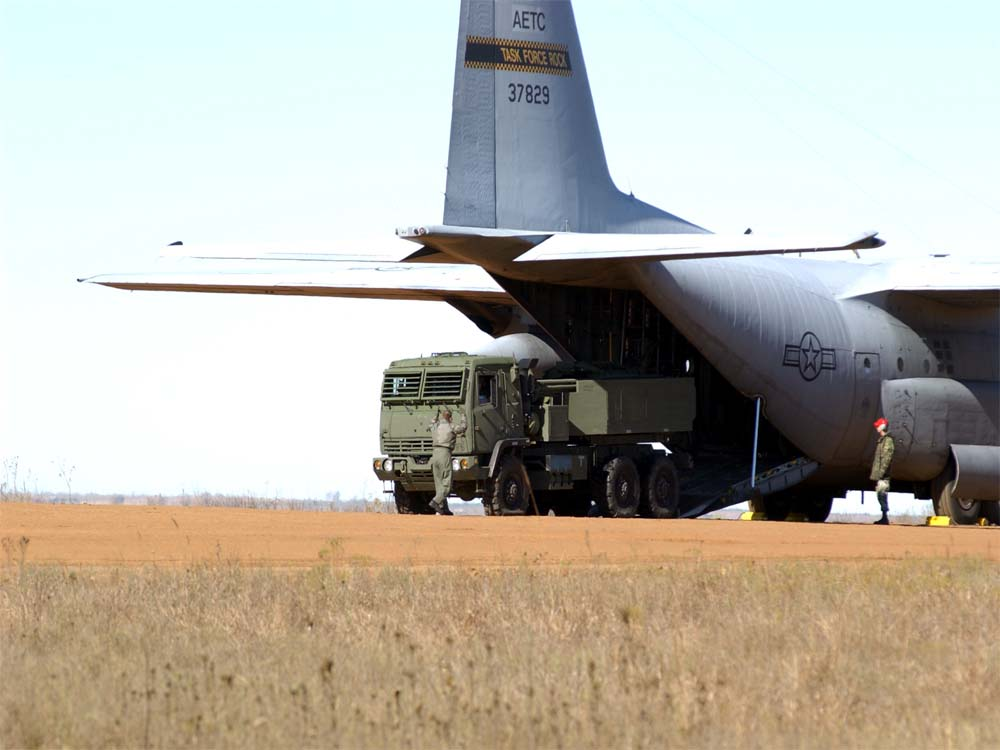
HIMARS rollt aus Lockheed C-130 Hercules (2005)
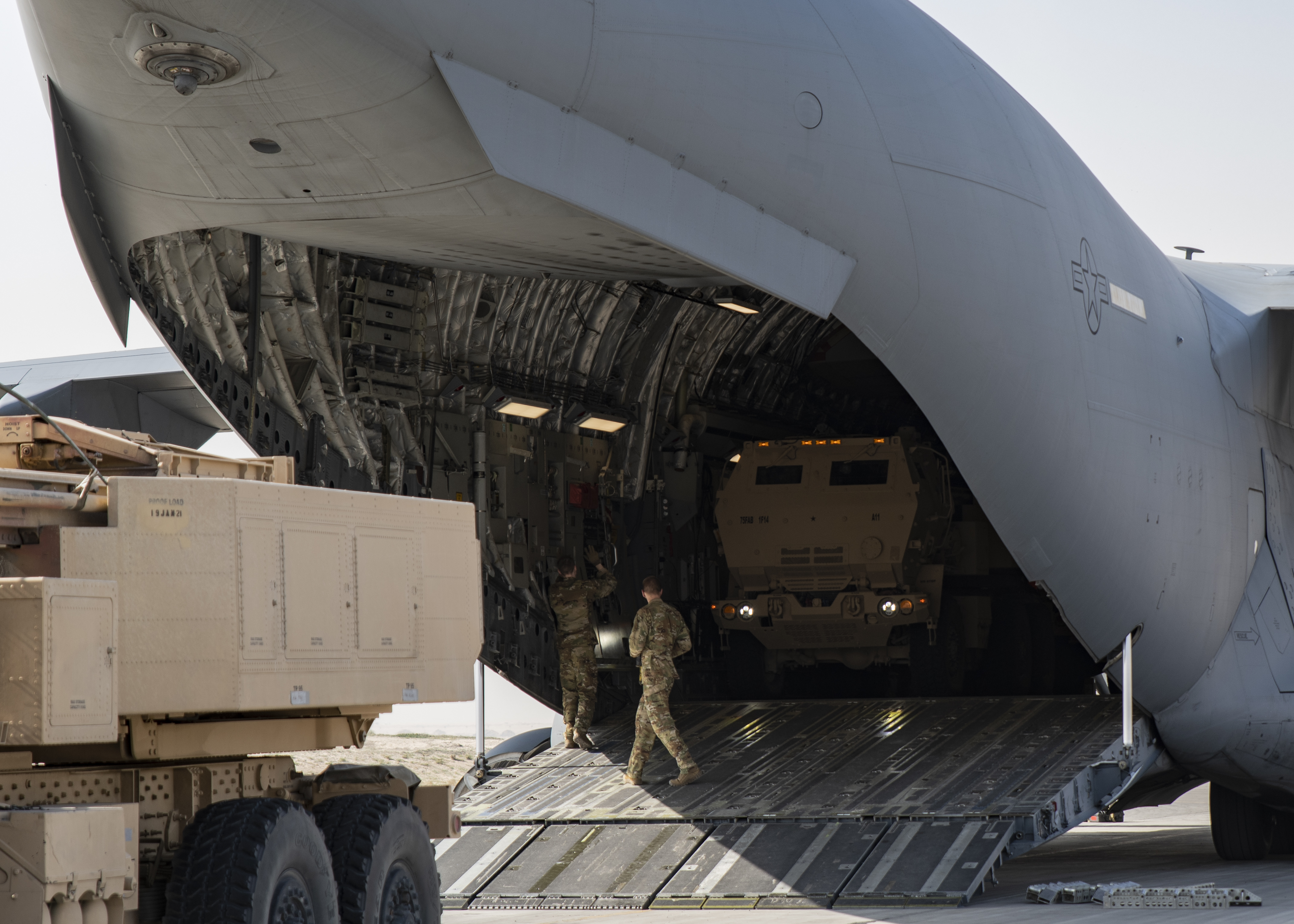
Zwei HIMARS werden in eine Boeing C-17 Globemaster III geladen (2017)

## Technik

### Fahrzeug
Das ursprüngliche System war auf einem ungepanzerten Lkw montiert. Diese Version war 5,04 m lang, 2,16 m breit und 2,25 m hoch, wog 10,88 t und wurde von einem 290 PS starken Caterpillar-Dieselmotor angetrieben. Es hatte eine Reichweite von 480 km und konnte auf der Straße bis zu 85 km/h fahren.
Später wurde das System auf einem umgerüsteten gepanzerten Lkw vom Typ Oshkosh M1140 installiert. Das neue System ist 7,0 m lang, 2,4 m breit, 3,2 m hoch und wiegt 16,25 t. Seine Höchstgeschwindigkeit liegt nach Angaben der U. S. Army offiziell bei 94 km/h. Seit 2017 wird das gesamte System inklusive Fahrgestell von Lockheed Martin hergestellt. 
Auf dem Fahrzeug ist ein Werfergestell für den 2,5 t schweren containerartigen Transport- und Startbehälter (Rocket Pod Container) montiert. In diesem Behälter werden sechs Raketen oder eine ATACMS-Kurzstreckenrakete transportiert und auch daraus gestartet. Das Werfergestell lässt sich in der Horizontalen drehen sowie in der Vertikalen anstellen.

### Raketen
M142 HIMARS verwendet Raketen derselben Typen wie das M270 MLRS. Folgende Raketentypen können aus dem Transport- und Startbehälter gestartet werden:
- 6 × M26-Raketen mit einer Reichweite von 32–45 km
- 6 × M30/31 GMLRS-Raketen (präzisionsgelenkt[3]) mit einer Reichweite von 70–150 km
- 6 × GLSDB-Raketen (präzisionsgelenkt) mit einer Reichweite von bis zu 150 km
- 1 × MGM-140/-164/-168 ATACMS-Kurzstreckenrakete mit einer Reichweite von 165–300 km

### Preis
Das deutsche Nachrichtenmagazin Der Spiegel berichtete 2022 von einem Stückpreis von 5 Mio. US-Dollar pro Fahrzeug.

## Einsätze

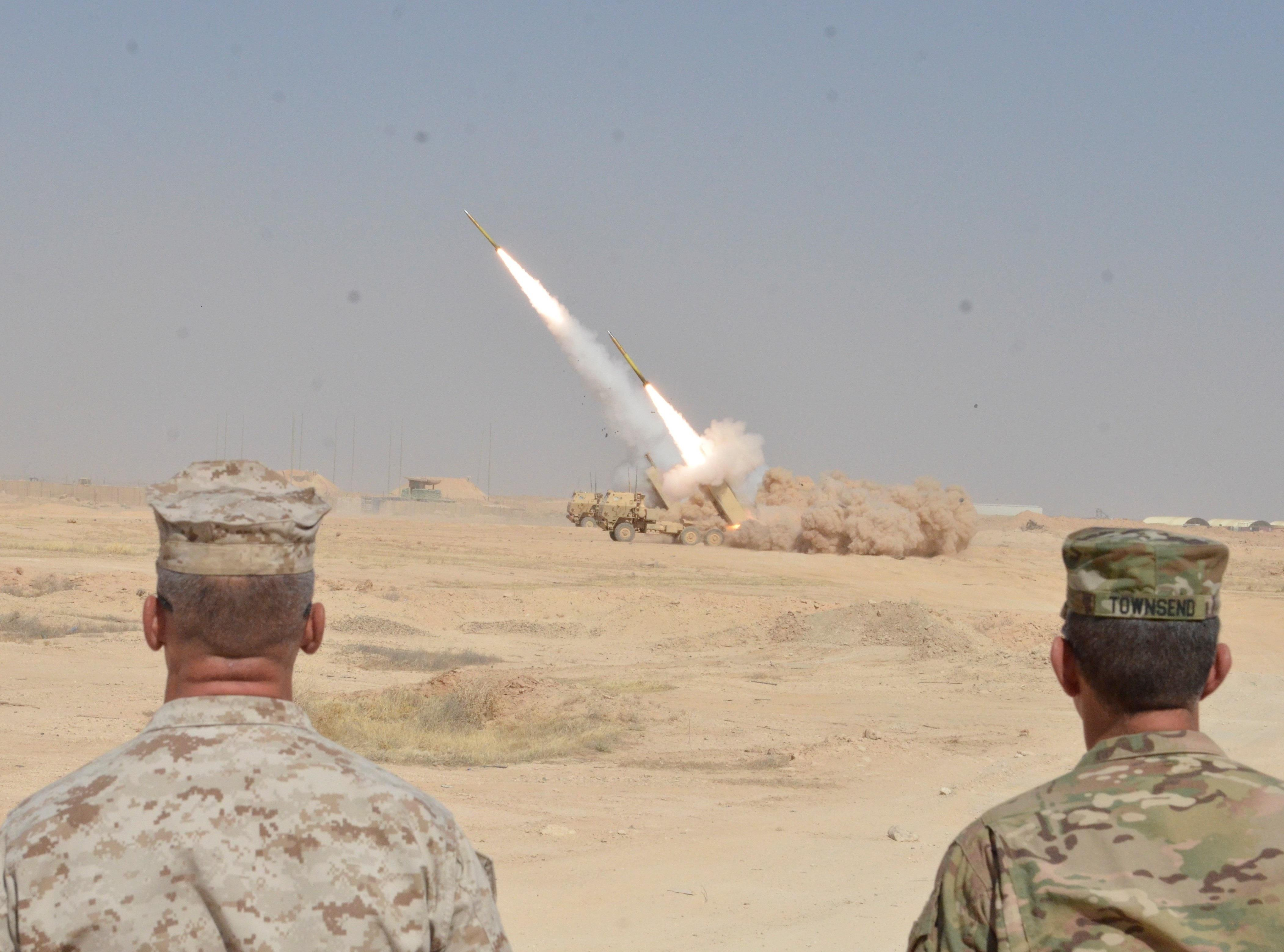
HIMARS feuert während der Operation Inherent Resolve (2016) eine Salve von Raketen auf ein Ziel in der Nähe von Haditha im Irak ab

### Afghanistan
Erste Berichte über aktive Außeneinsätze von HIMARS finden sich 2007 und 2012 für Einsätze verbundener Streitkräfte der U.S.-Streitkräfte in Afghanistan.

### Türkei und Syrien
2016 wurden mindestens zwei HIMARS von den amerikanischen Streitkräften, von der Türkei ausgehend, bei der Operation Inherent Resolve gegen die Streitkräfte des Islamischen Staats (Organisation) (kurz: IS) (engl. genauere Bezeichnung: „Islamic State of Iraq and the Levant“ (ISIL)) unter ihrem Anführer, Abū Bakr al-Baghdādī, in Syrien eingesetzt, um – nach eigenen Angaben der US-Streitkräfte – den Kampf der irakischen und syrischen Streitkräfte gegen den IS zu unterstützen.

### Ukraine

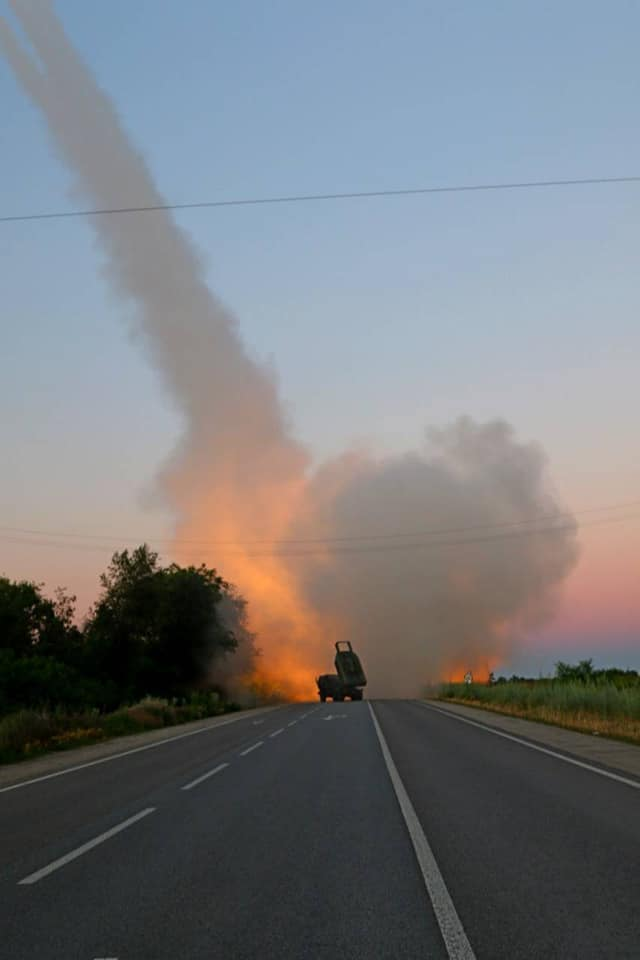
Start einer Rakete von einer HIMARS-Plattform in der Nähe von Saporischschja in der Ukraine (Juni 2022)

Das HIMARS findet nach offiziellen Angaben seit 2022 Verwendung im Russisch-Ukrainischen Krieg.

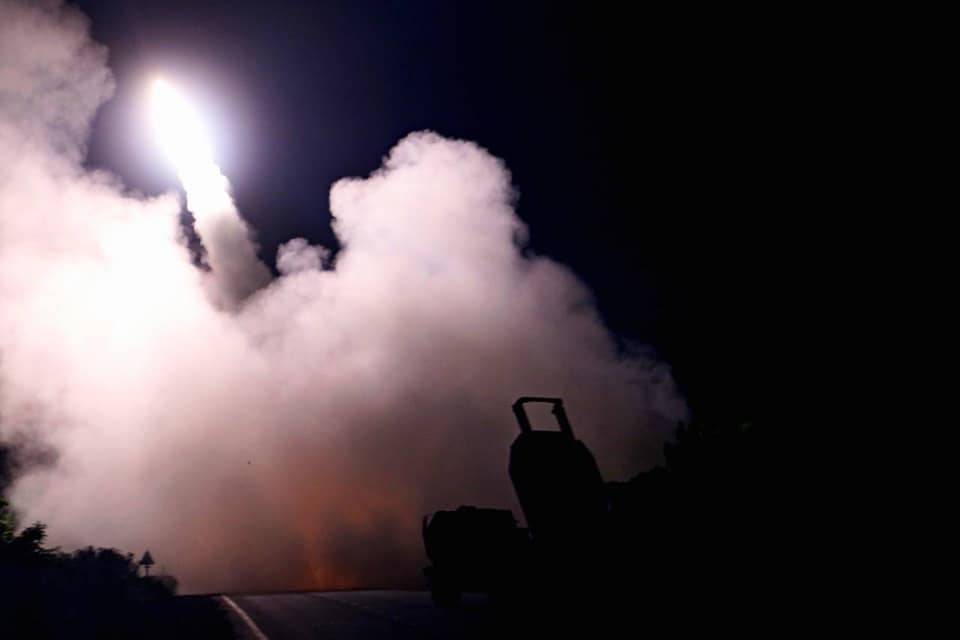
Start einer Rakete in der Nacht (Ukraine, Juni 2022)

Nach dem russischen Überfall auf die Ukraine ab dem 24. Februar 2022 erbat der ukrainische Präsident Selenskyj laut Medienberichten spätestens seit dem 13. April 2022 konkret die Lieferung der Lockheed Martin HIMARS M142 von den USA unter Präsident Biden. Die US-amerikanische Regierung ließ daraufhin laut Medienberichten ab Juni 2022 wohl 20 Stück des Waffensystems an die Ukraine liefern. Im Juni 2022 sollen bereits vier Systeme an die Ukraine geliefert worden sein. Laut Presseberichten der US-Tageszeitung The Wall Street Journal wurden dabei angeblich „heimliche“ Einschränkungen vorgenommen, die es dem System nicht erlauben sollen, Kurzstreckenraketen, wie das US Army Tactical Missile System (ATACMS) mit Reichweite von bis zu 300 km, abzufeuern – was mit Sorge vor einer Eskalation des Krieges bei Angriffen auf russischem Staatsgebiet (nach Stand der Landesgrenzen vor 2014) begründet wurde. Das deutsche Nachrichtenmagazin Focus will erfahren haben, dass angeblich nur Raketen mit einer Reichweite von bis zu 70 km geliefert worden sind. Am 19. Oktober 2022 berichtete die Frankfurter Rundschau auf Basis einer Veröffentlichung des United States Department of Defense, dass die zugesagten 20 Systeme alle an die Ukraine geliefert worden seien und weitere 18 Systeme folgen sollen. Um diesen Zeitpunkt soll der russische Verteidigungsminister Sergei Schoigu die Zerstörung von HIMARS als Priorität für die russischen Streitkräfte festgesetzt haben.
Mithin soll ein angeblicher ehemaliger Redenschreiber des russischen Präsidenten Putin, Abbas Galljamow, bei einem Interview, veröffentlicht am 22. Juli 2022, gegenüber dem US-amerikanischen Radiosender Radio Free Europe / Radio Liberty in einem Interview gesagt haben, dass Russland anhand der aktuellen Situation (im Juli 2022) am Verzweifeln sei, was mit Zitierungen andernorts einherging, dass HIMARS ein „großes Problem“ für Russland sei. Betont wird bei Berichten mit militärtaktischer Perspektive, dass das HIMARS deshalb so erfolgreich oder wichtig sei, weil es mit seiner Angriffsreichweite „bis 80 km“, grundsätzlich außerhalb der Reichweite des konventionellen russischen Artillerie-Gegenbeschusses, Präzisionschläge auf Ziele mit hoher Priorität durchführen könne.
Beim Einsatz von HIMARS in der Ukraine sollen angeblich nur Raketen der Typen M31 und M30A1 anstelle des Typs M26 mit Streumunition eingesetzt werden, weil sie laut dem Hersteller Lockheed Martin weniger oder sogar gar keine Blindgänger zurücklassen sollen. Die M31A-Raketen können sowohl gegen Fahrzeuge als auch Soldaten eingesetzt werden. Mit dem Näherungszünder kann der Sprengkopf auch in der Luft detonieren, was die Rakete auch gegen in Schützengräben befindliche Einheiten effektiv macht. Mit den M31-Raketen wurden auch Infrastrukturziele wie Brücken, Treibstofflager und Kommunikationszentren beschossen.
Der von der Ukraine kommunizierte Erfolg führte zu weiteren Bestellungen für das Waffensystem. So will die United States Army für etwa 400 Mio. US-Dollar ihre Bestände aufstocken, Estland soll sechs Modelle bestellt haben und Polen 20 Modelle.
Bis zum Dezember 2023 wurden von den USA 39 HIMARS in die Ukraine geliefert.
Im Mai 2023 wurde berichtet, dass russische Einheiten Wege gefunden hätten, die GPS-Signale von HIMARS-Raketen zu stören.
Am 7. Juli 2023 berichteten mehrere deutsche Medien über die Lieferung von M26-Raketen mit Streumunition der USA an die Ukraine. Diese Raketen können mit dem HIMARS und dem MLRS zum Einsatz gebracht werden.
Bis März 2024 wurden während der Kampfhandlungen in der Ukraine ein HIMARS zerstört und zwei schwer beschädigt. Bei der Zählung handelt es sich ausschließlich um optisch bestätigte Verluste aus offen zugänglichen Quellen.
Am 16. August verlor die Ukraine mindestens ein weiteres HIMARS durch russische Iskander-M, im Zuge der ukrainischen Kursk-Offensive.

## Galerie

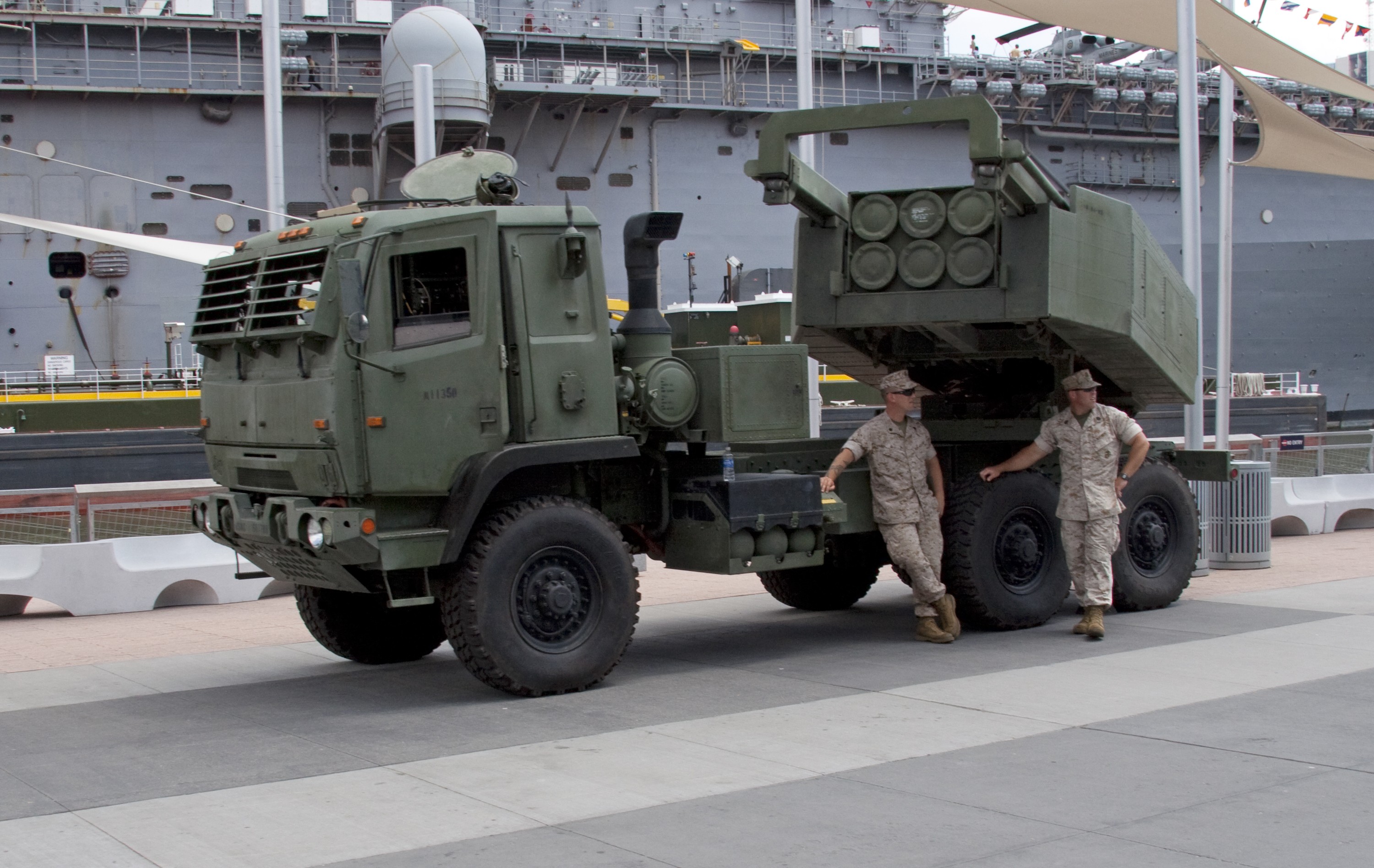
HIMARS auf ungepanzertem LKW
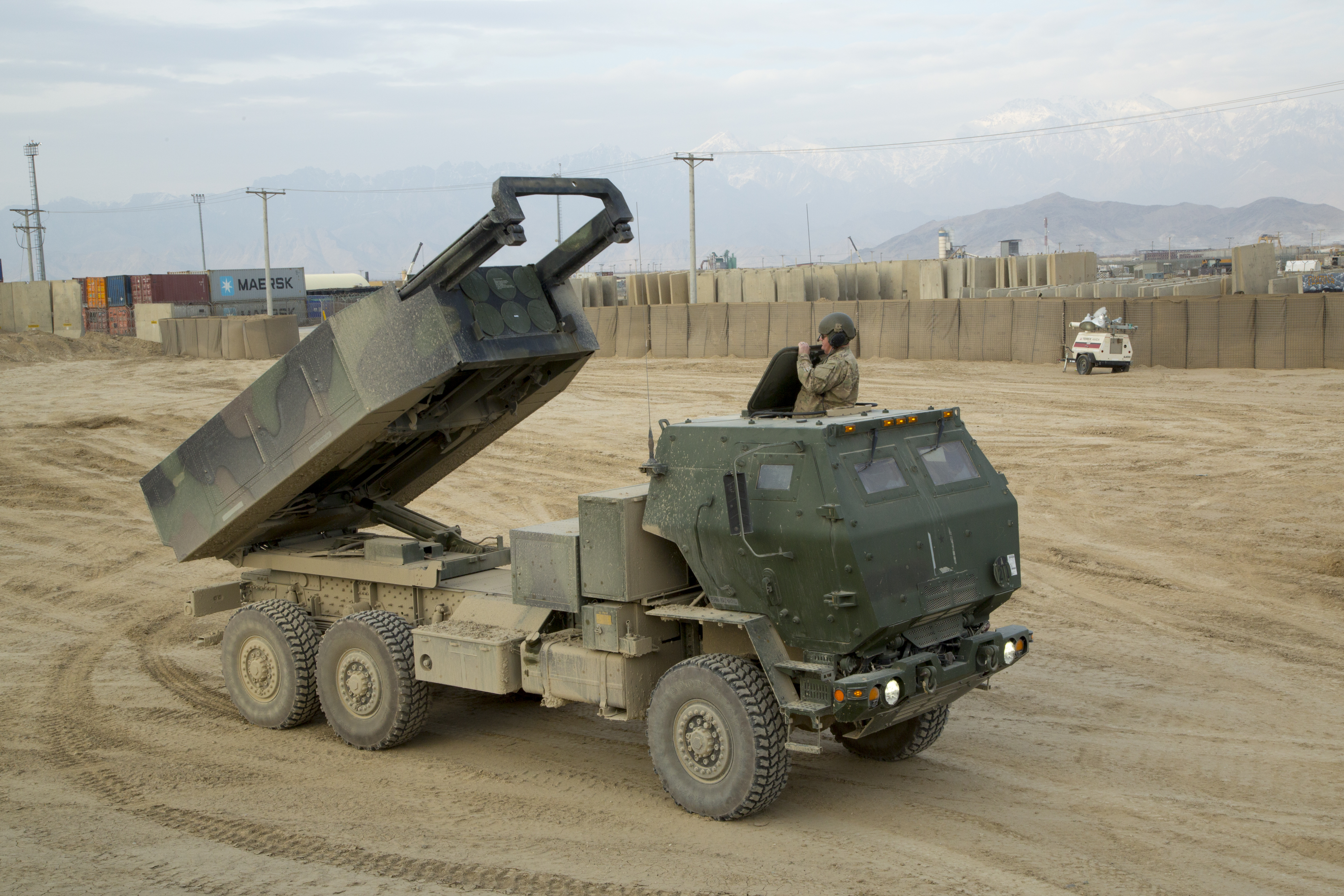
HIMARS auf gepanzertem LKW vom Typ Oshkosh
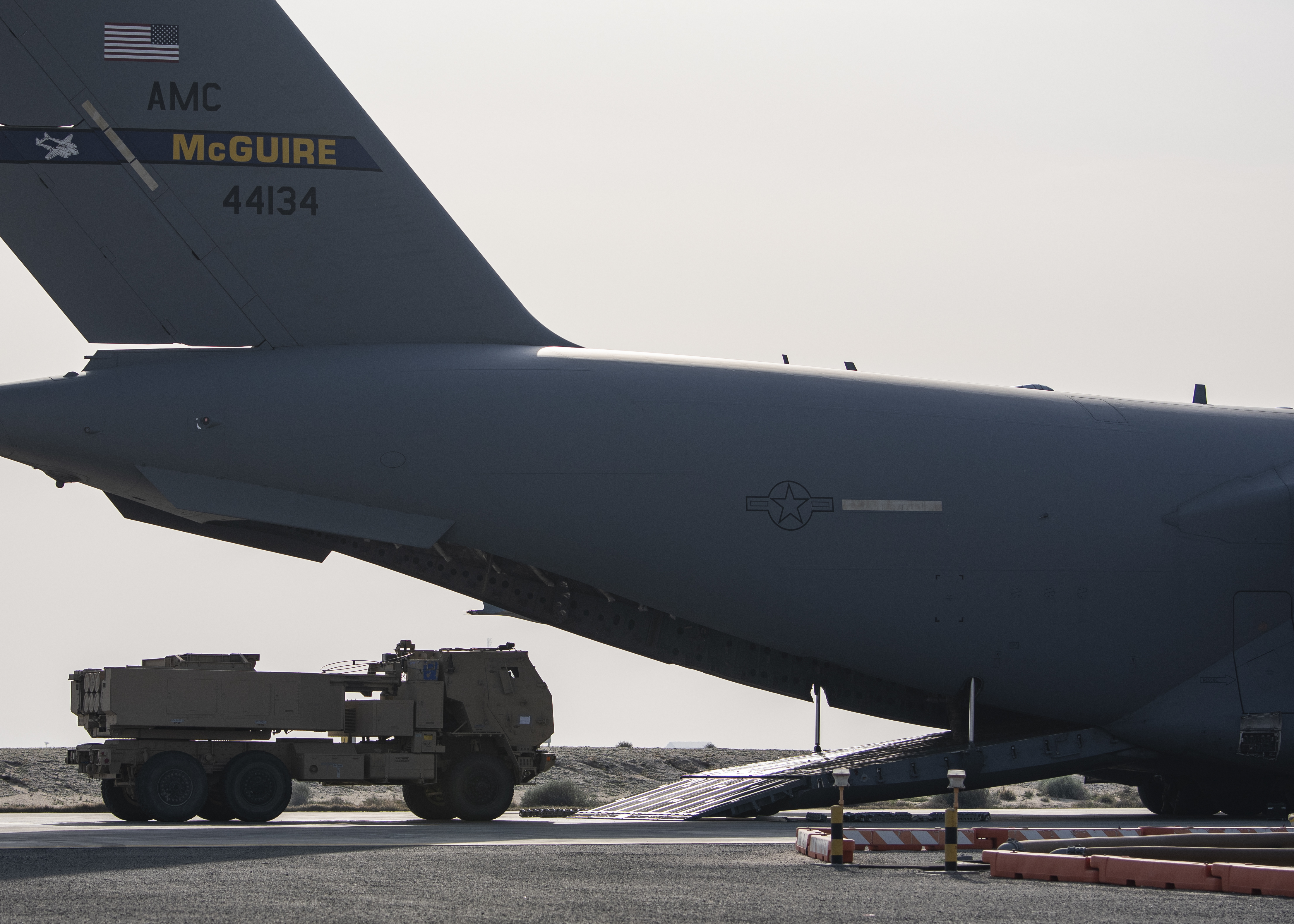
Verladung in ein Transportflugzeug
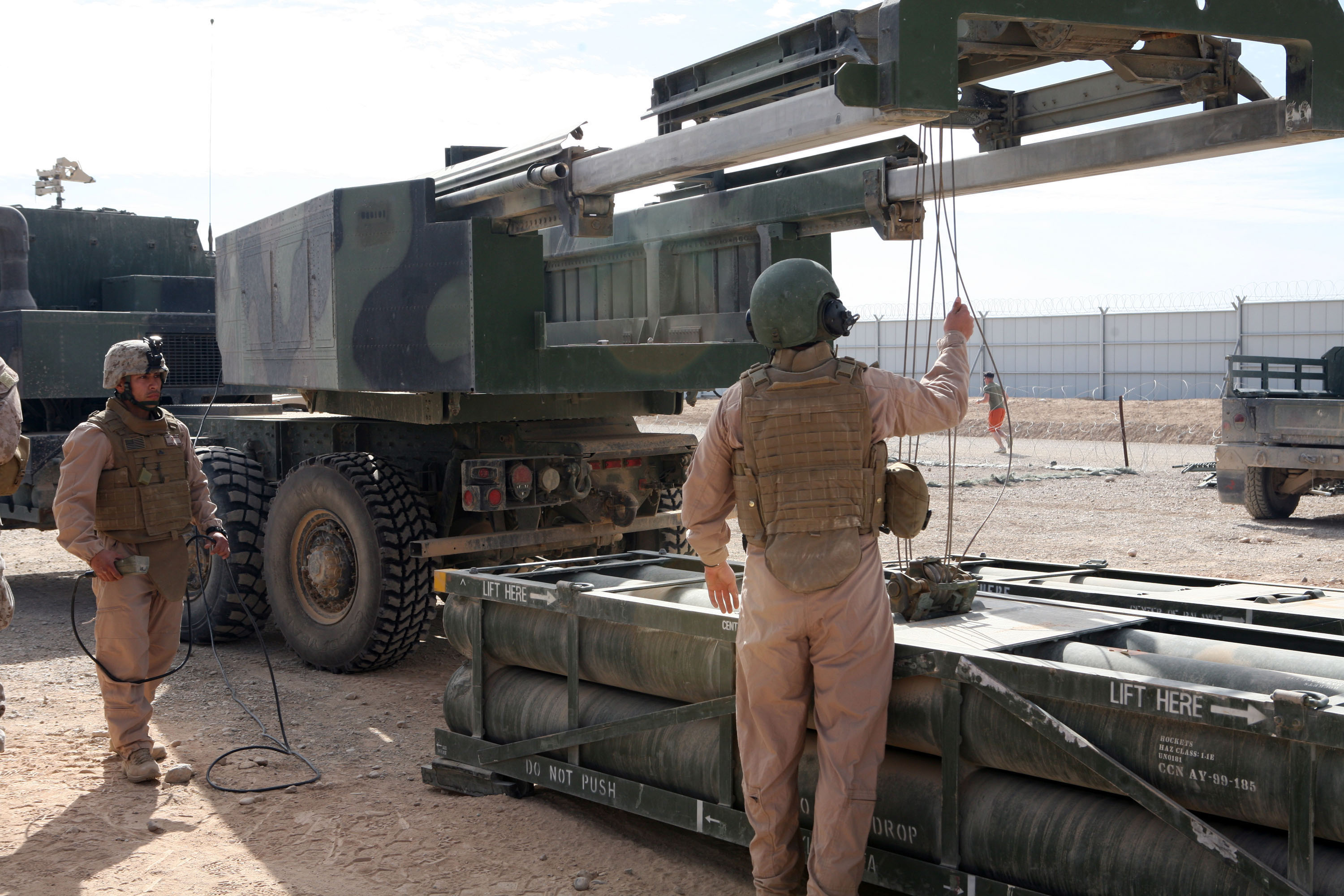
Aufmunitionierung
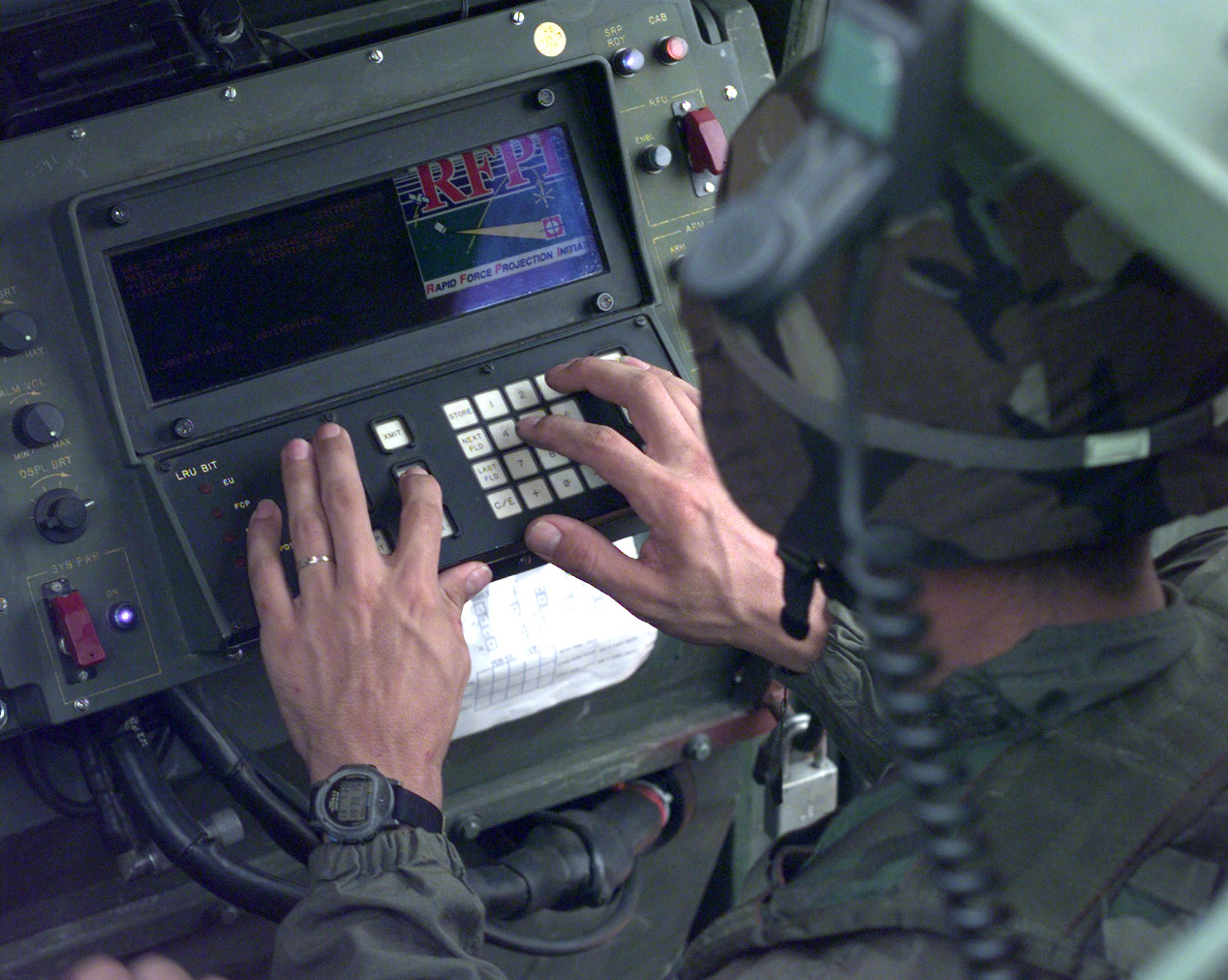
Eingabe der Zielkoordinaten
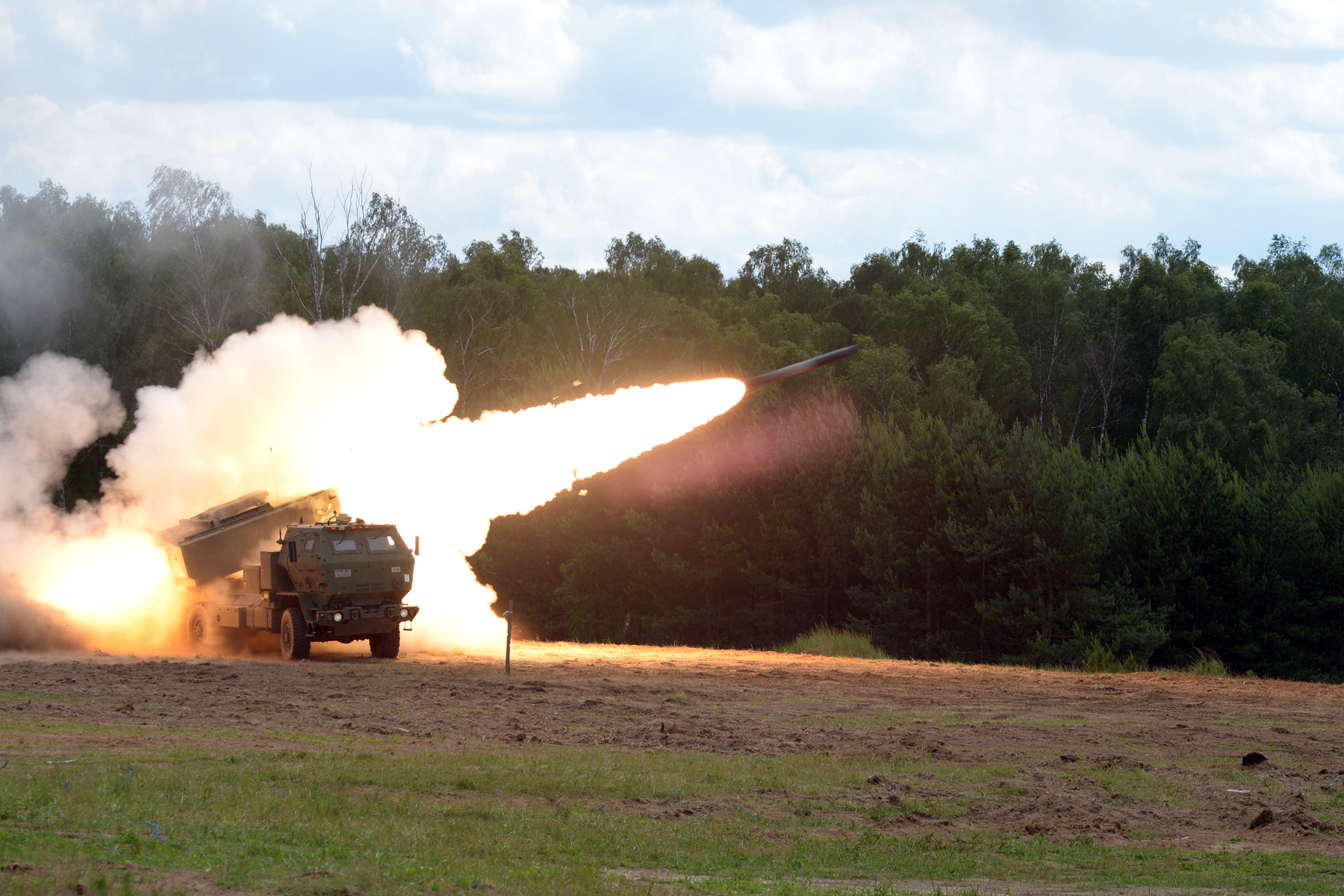
Start der Raketen

## Nutzerstaaten

### Aktuelle Nutzerstaaten
- Estland: 6
- Jordanien: 12[34]
- Polen: 18 (+486 bis 2027)[35][36]
- Rumänien: 54[37]
- Singapur: 18[38][39]
- Taiwan: 11[40][41]
- Ukraine: 20 (+18 möglich)[42][43]
- Vereinigte Arabische Emirate: 12[44]
- Vereinigte Staaten:[38] Army: 363; Marine Corps: 47

### Potenzielle und zukünftige Nutzer
- Australien: 20[45]
- Italien: 21[46]
- Kroatien: 8[47][48]
- Lettland: 6[49]
- Litauen: 8 (ab 2025)[50][51]
- Norwegen: 16 angefragt[52]